# Gunung Panton Kepalababi
Gunung Panton Kepalababi är ett berg i Indonesien.   Det ligger i provinsen Aceh, i den västra delen av landet, 1 500 km nordväst om huvudstaden Jakarta. Toppen på Gunung Panton Kepalababi är 1 179 meter över havet, eller 85 meter över den omgivande terrängen. Bredden vid basen är 1,6 km.
Terrängen runt Gunung Panton Kepalababi är kuperad åt sydost, men åt nordväst är den bergig. Havet är nära Gunung Panton Kepalababi åt sydväst. Runt Gunung Panton Kepalababi är det ganska glesbefolkat, med 30 invånare per kvadratkilometer. I omgivningarna runt Gunung Panton Kepalababi växer i huvudsak städsegrön lövskog.